# Ceraturgus cornutus
Ceraturgus cornutus är en tvåvingeart som först beskrevs av Christian Rudolph Wilhelm Wiedemann 1828.  Ceraturgus cornutus ingår i släktet Ceraturgus och familjen rovflugor. Inga underarter finns listade i Catalogue of Life.